# Leptosphaeria senecionis
Leptosphaeria senecionis är en svampart som tillhör divisionen sporsäcksvampar, och som först beskrevs av Karl Wilhelm Gottlieb Leopold Fuckel, och fick sitt nu gällande namn av Georg Winter. Leptosphaeria senecionis ingår i släktet Leptosphaeria, och familjen Phaeosphaeriaceae. Arten är reproducerande i Sverige.